# Tramea minuta
Tramea minuta är en trollsländeart som beskrevs av De Marmels och Racenis 1982. Tramea minuta ingår i släktet Tramea och familjen segeltrollsländor. Inga underarter finns listade i Catalogue of Life.